# FC Tighina
Der FC Tighina ist ein Fußballklub aus der Stadt Bender. Seit 2017 tritt er unter dem Namen FC Tighina an.
Er spielt 2018/19 in der Divizia B Central, der dritthöchsten moldauischen Spielklasse. Die Vereinsfarben sind blau und schwarz.

Altes Logo

## Geschichte
Der Klub wurde 1950 gegründet und hat damit die längste Tradition aller moldauischen Fußballklubs. Im Laufe von 60 Jahren spielte er unter verschiedenen Namen. In Sowjetzeiten spielte Bender in der zweiten Liga, in der ersten moldauischen Meisterschaft 1992 belegte Bender den 4. Platz, was sie in der Saison 1994/95 wiederholen konnten. Dies war die beste Platzierung, die der Verein je erreichte.

### Namen
- bis 1958: Burevestnik Bender
- 1959: Lokomotiv Bender
- 1960–1973: Nistrul Bender
- 1974–1988: Pishevik Bender
- 1989: Tighina-RSHVSM
- 1990: Tighina
- 1991: Tighina-Apoel
- 1992–1996: Tighina
- 1996–1999: Dinamo Bendery
- 1999–2000: Dinamo-Stimold Tighina
- 2001–2011: Dinamo Bender
- 2011–2014: Tighina Bender
- 2014–2017: disqualifiziert
- seit 2017: FC Tighina[1]

## Spieler
- Emil Caras (1989)
- Alexandru Guzun (1989–1992)
- Igor Bugaiov (2002–2004)
- Alexander Popowitsch (2009)